# العلاقات الباكستانية اللاتفية
العلاقات الباكستانية اللاتفية هي العلاقات الثنائية التي تجمع بين باكستان ولاتفيا.

## مقارنة بين البلدين
هذه مقارنة عامة ومرجعية للدولتين:
| وجه المقارنة                                              | باكستان                     | لاتفيا                                             |
| --------------------------------------------------------- | --------------------------- | -------------------------------------------------- |
| المساحة (كم2)                                             | 881.91 ألف                  | 64.59 ألف                                          |
| عدد السكان (نسمة)                                         | 197.02 مليون                | 1.93 مليون                                         |
| الكثافة السكانية (ن./كم²)                                 | 223.4                       | 29.88                                              |
| العاصمة                                                   | إسلام آباد                  | ريغا                                               |
| اللغة الرسمية                                             | لغة إنجليزية، اللغة الأردية | اللغة اللاتفية                                     |
| العملة                                                    | روبية باكستانية             | يورو، لاتس لاتفي، الروبل اللاتفي ‏، الروبل اللاتفي ‏ |
| الناتج المحلي الإجمالي (بليون دولار)                      | 304.95 مليار                | 30.26 مليار                                        |
| الناتج المحلي الإجمالي (تعادل القوة الشرائية) بليون دولار | 946.67 مليار                | 49.24 مليار                                        |
| الناتج المحلي الإجمالي الاسمي للفرد دولار أمريكي          | 1.43 ألف                    | 14.06 ألف                                          |
| الناتج المحلي الإجمالي للفرد دولار أمريكي                 | 4.81 ألف                    | 23.55 ألف                                          |
| مؤشر التنمية البشرية                                      | 0.538                       | 0.819                                              |
| رمز المكالمات الدولي                                      | +92                         | +371                                               |
| رمز الإنترنت                                              | .pk                         | .lv                                                |
| المنطقة الزمنية                                           | ت ع م+05:00                 | ت ع م+02:00، ت ع م+03:00، أوروبا/ريغا ‏             |

## منظمات دولية مشتركة
يشترك البلدان في عضوية مجموعة من المنظمات الدولية، منها:
| علم المنظمة | اسم المنظمة                               | تاريخ انضمام باكستان | تاريخ انضمام لاتفيا |
| ----------- | ----------------------------------------- | -------------------- | ------------------- |
|             | يونسكو                                    | 14 سبتمبر 1949       | 9 يوليو 1951        |
|             | وكالة ضمان الاستثمار متعدد الأطراف        | 12 أبريل 1988        | 21 أغسطس 1998       |
|             | الأمم المتحدة                             | 30 سبتمبر 1947       | 17 سبتمبر 1991      |
|             | الفريق المعني برصد الأرض                  | ?                    | ?                   |
|             | الاتحاد البريدي العالمي                   | ?                    | ?                   |
|             | البنك الدولي للإنشاء والتعمير             | 11 يوليو 1950        | 11 أغسطس 1992       |
|             | المنظمة الهيدروغرافية الدولية             | ?                    | ?                   |
|             | الاتحاد الدولي للاتصالات                  | 26 أغسطس 1947        | 11 ديسمبر 1921      |
|             | منظمة حظر الأسلحة الكيميائية              | ?                    | ?                   |
|             | مؤسسة التمويل الدولية                     | 20 يوليو 1956        | 29 سبتمبر 1993      |
|             | المركز الدولي لتسوية المنازعات الاستشارية | 15 أكتوبر 1966       | 7 سبتمبر 1997       |
|             | منظمة التجارة العالمية                    | ?                    | 1999                |
|             | منظمة الشرطة الجنائية الدولية             | ?                    | ?                   |

## وصلات خارجية
- موقع وزارة الخارجية الباكستانية
- موقع وزارة الخارجية اللاتفية